# Himalayan Club
Ne doit pas être confondu avec Himalayan Sherpa Club.

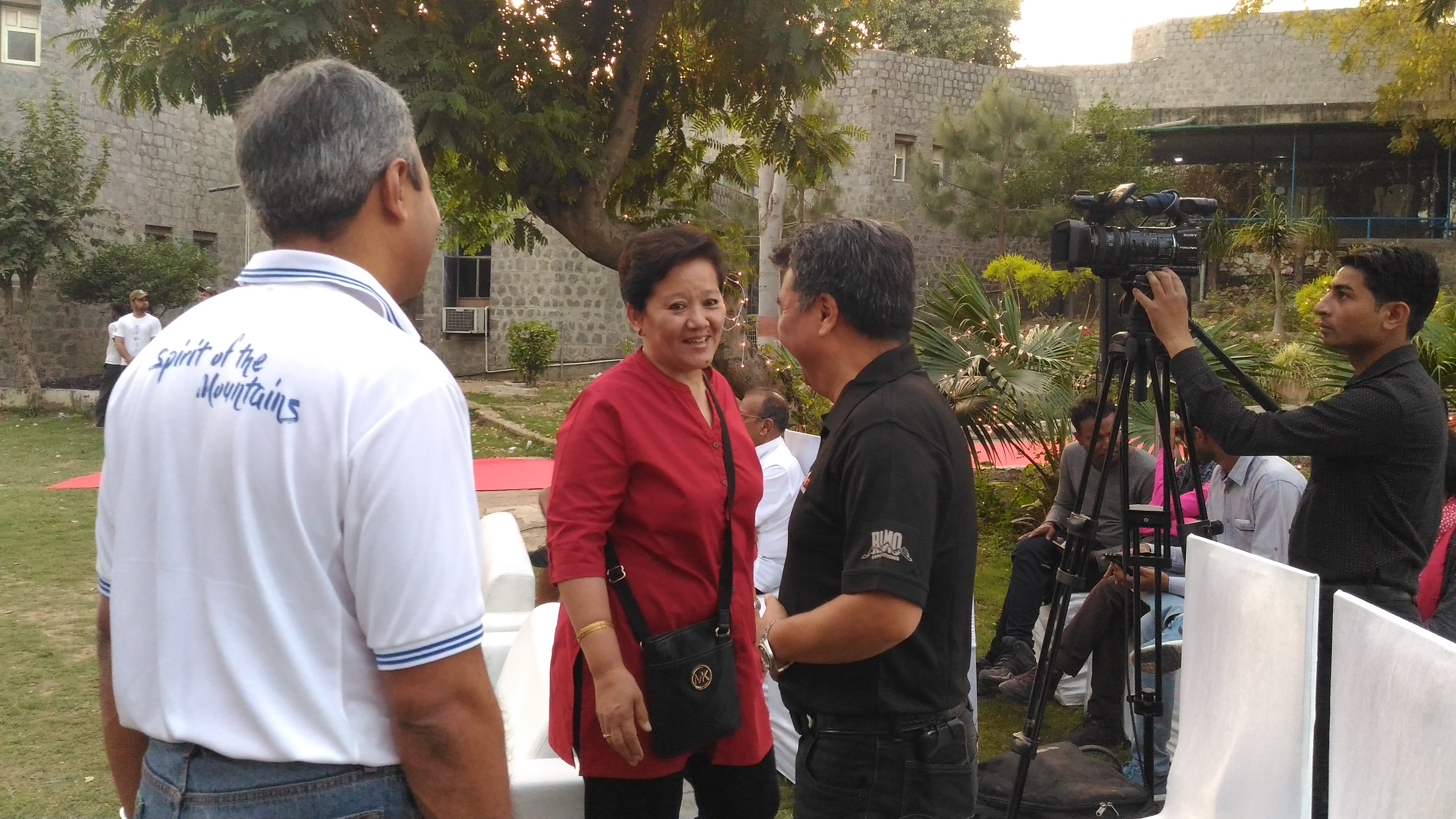
L'alpiniste Divyesh Muni (actuel vice-président de l'Himalayan Club), Rita Gombu (fille de l'alpiniste Nawang Gombu) et Motup Chewang (actuel vice-président de l'Himalayan Club) au Banff Mountain Film Festival 2017, au IMF Delhi.

Le Club de l’Himalaya (en anglais : Himalayan Club, HC) est un club alpin indo-britannique fondé le 17 février 1928 à Simla dans le bureau du Field Marshall Sir William Birdwood, alors commandant en chef de l’Armée indienne dans le Raj britannique.

## Origine et missions
L'objectif du club, à sa création, est de promouvoir la connaissance de l'Himalaya, y compris des régions du Karakoram et de l'Hindou Kouch, avec pour mission principale l'aide aux expéditions alpines. Le Club publie alors des cartes et des descriptifs de voies, il s'occupe également du recrutement des Sherpas, employés comme porteurs et comme guides.

## Membres fondateurs
La liste des 127 membres fondateurs de l’Himalayan Club contient les noms de Sir Thomas Holdich pionnier de la délimitation des frontières dans la région, Sir Francis Younghusband qui traversa le désert de Gobi pour entre en Inde par le col de Muztagh (en) dans le Karakoram, le Brigadier général Bruce de la brigade des Gurkhas, le Brigadier général Sir George Cockell de Survey of India (en), Sir William Martin Conway, John Norman Collie, Douglas Freshfield, Sir Aurel Stein, le duc des Abruzzes Louis-Amédée de Savoie, Sir Pilippo de Filippi, le duc de Spolète, Mr. Visser du Ministère des Affaires étrangères néerlandais. En Inde, on compte parmi les fondateurs le vice-roi Lord Irwin, le gouverneur du Punjab Sir Herbert Emerson (en), l'Arpenteur général le brigadier Tandy, le directeur des recherches archéologiques, Sir Edwin Pascoe, le général Sir Alexander Lobbe, le Raja de Jubbal et le Field Marshal Sir William Birdwood, qui accepte d'être désigné premier président Club.

## Publication
L'Himalayan Club publie chaque année un numéro de l’Himalayan Journal (en). Son rédacteur en chef depuis 1990 est l'alpiniste indien Harish Kapadia (en).

### Sources et bibliographie
- Michel Raspaud, « Les débuts de The Himalayan Journal, 1929-1940. Le développement de l'alpinisme en Inde, l'Himalayan Club et la société coloniale », Babel, no 10,‎ juillet 2004, p. 9-28 (lire en ligne)
- (en) John Martyn, « The Story of The Himalayan Club 1928-78 », Himalayan Journal, no 35,‎ 1979 (lire en ligne)